# Anton Jongsma
Anton Jongsma (Utrecht, 13 januari 1983) is een Nederlands-Curaçaos voetballer die als aanvaller speelt.
Jongsma debuteerde in 2002 in het profvoetbal als rechtsback namens FC Groningen. Voor die club speelde hij in anderhalf jaar slechts twee duels in competitieverband. In de winter van 2003 werd hij verhuurd aan BV Veendam, waarvoor hij tien wedstrijden in de eerste divisie speelde.
Jongsma koos voor een stap terug naar de amateurs. Hij speelde eerst een seizoen voor Achilles 1894 en vervolgens twee seizoenen voor Harkemase Boys. Daar wist hij als aanvallende middenvelder het Nederlands amateurelftal te halen.
FC Zwolle besloot Jongsma in 2006 een nieuwe kans in het profvoetbal te geven. In zijn eerste jaar maakte hij direct 14 goals en speelde hij in alle duels van Zwolle in de Jupiler League mee. In het seizoen hierna blijft hij scoren voor FC Zwolle waarmee hij de interesse van diverse andere clubs heeft gewekt. Half februari wordt dan ook bekend dat Jongsma vanaf seizoen 2008-2009 voor RKC Waalwijk zal spelen. Hij heeft hier een contract tot 30 juni 2011 getekend. Dit contract wordt echter in onderling overleg vroegtijdig ontbonden.
In januari 2008 werd hij geselecteerd voor het nationale elftal van de Nederlandse Antillen. In zijn eerste wedstrijd voor het nationale team scoorde hij de enige en winnende goal voor zijn thuisland. Tot nu toe heeft Jongsma drie interlands gespeeld. Vroeger heeft Jongsma al eens enkele interlands met het Nederlands amateurvoetbalelftal gespeeld.
Op 9 maart 2010 maakte FC Emmen bekend dat zij Jongsma tot het einde van het seizoen hadden gecontracteerd.
Vanaf het seizoen 2010/11 speelt Jongsma bij WKE in de Topklasse. In augustus 2011 werd hij samen met Angelo Zimmerman opgeroepen voor interlandwedstrijden van het Curaçaos voetbalelftal, hetgeen een unicum was voor de amateurclub WKE. Na het faillissement van de club begin 2016, ging hij verder bij VV Pelikaan-S.

## Clubstatistieken[1]
| Seizoen                | Club                   | Competitie             | Duels | Goals |
| ---------------------- | ---------------------- | ---------------------- | ----- | ----- |
| 2001/02                | FC Groningen           | Eredivisie             | 2     | 0     |
| 2002/03                | FC Groningen           | Eredivisie             | 1     | 0     |
| 2002/03                | BV Veendam             | Eerste divisie         | 10    | 0     |
| 2003/04                | Achilles 1894          | Zaterdag Hoofdklasse C |       | 8     |
| 2004/05                | Harkemase Boys         | Zaterdag Hoofdklasse C | 14    | 14    |
| 2005/06                | Harkemase Boys         | Zaterdag Hoofdklasse C |       | 8     |
| 2006/07                | FC Zwolle              | Eerste divisie         | 38    | 14    |
| 2007/08                | FC Zwolle              | Eerste divisie         | 37    | 12    |
| 2008/09                | RKC                    | Eerste divisie         | 30    | 2     |
| 2009/10                | RKC Waalwijk           | Eredivisie             | 1     | 0     |
| 2009/10                | FC Emmen               | Eerste divisie         | 6     | 0     |
| 2010/11                | WKE                    | Topklasse Zondag       | 13    | 6     |
| 2011/12                | WKE                    | Topklasse Zondag       | 12    | 1     |
| 2013/14                | WKE                    | Topklasse Zondag       | 19    | 5     |
| 2014/15                | WKE                    | Topklasse Zondag       | 28    | 8     |
| 2015/16                | WKE                    | Topklasse Zondag       | 20    | 5     |
| Totaal Betaald Voetbal | Totaal Betaald Voetbal | Totaal Betaald Voetbal | 217   | 53    |